# 237-й гвардейский десантно-штурмовой полк
237-й гвардейский десантно-штурмовой Торуньский Краснознамённый, орденов Александра Невского и Суворова полк (сокр. 237 дшп, в/ч 12865) — тактическое формирование Воздушно-десантных войск Российской Федерации.
Воссоздан 1 декабря 2018 года. Входит в состав 76-й гвардейской десантно-штурмовой Черниговской Краснознамённой, ордена Суворова дивизии. Местом дислокации полка является город Псков.

## История
Полк был сформирован в соответствии с приказом НКО СССР в период с 19 августа по 1 сентября 1939 года в г. Новороссийске. Формирование производилось на базе 2 батальона 221-го стрелкового Черниговского полка 74-й стрелковой Таманской дивизии.
1 сентября 1939 года полк получил наименование — 633-й стрелковый полк и вошёл в состав 157-й стрелковой дивизии. В Новороссийске полк базировался до 13 сентября 1941 года.
В ходе Великой Отечественной войны приказом НКО № 104 от 1 марта 1943 года полк был преобразован в 237-й гвардейский стрелковый полк, а вся 157-я стрелковая дивизия получила наименование 76-й гвардейской стрелковой дивизии.
Приказом Министра Вооружённых сил в 1949 году 1 марта установлен годовой праздник 237-го гвардейского стрелкового Торуньского Краснознамённого полка.
В 1946 году полк был преобразован в 237-й гвардейский парашютно-десантный Торуньский Краснознамённый полк.
22 июня 2001 года в соответствии с директивой начальника Генерального штаба Вооружённых сил Российской Федерации полк был расформирован, а его Боевое Знамя передано на хранение в Музей Вооружённых сил Российской Федерации. 2 марта 2002 года, впервые в истории Вооружённых Сил России, прошёл годовой праздник полка, несмотря на его расформирование.
В 2021 году полк был возрождён в составе 76-й гвардейской десантно-штурмовой дивизии.

## Боевой путь
С середины сентября 1941 года полк принимал участие в сражениях под Одессой, откуда и был эвакуирован 1 октября 1941 года.
В ноябре 1941 года полк был переброшен в Туапсе и получил приказ обеспечить оборону черноморского побережья СССР на протяжении от Новороссийска до Адлера.
В декабре 1941 — январе 1942 годов полк принимал участие в десантной операции по освобождению Феодосии, куда был доставлен морем на крейсере «Красный Кавказ».
Личный состав полка принимал участие в боевых действиях в Республике Афганистан, находился в «горячих точках»: Приднестровье, Вильнюсе, Киргизии, Южной Осетии, принимал участие в Первой чеченской войне.
Сводный батальон полка принимал участие в миротворческой операции в Боснии в 1996—1999 гг

## Награды и почётные звания
Приказом Верховного Главнокомандующего СССР № 59 от 5 апреля 1945 года за бои по освобождению города Торунь (Польша) полку было присвоено почётное наименование «Торуньский».
За образцовое выполнение заданий командования при овладении городом Бютов указом Президиума Верховного Совета СССР от 26 апреля 1945 года полк был награждён орденом Красного Знамени.
29 июня 2023 года Указом президента России полку присвоено почётное наименование «гвардейский» за массовый героизм и отвагу, стойкость и мужество проявленные личным составом полка в боевых действиях по защите Отечества и государственных интересов в условиях вооружённых конфликтов.

## Герои полка

### Герои Советского Союза
- Абрамов, Афанасий Нестерович
- Афанасьев, Семён Ефимович
- Андреев, Алексей Дмитриевич
- Зозуля, Максим Митрофанович
- Куманёв, Павел Маркелович
- Махов, Николай Фёдорович
- Молодов, Герман Алексеевич
- Озерин, Алексей Николаевич
- Черешнев, Гавриил Егорович

### Герои Российской Федерации
- Власов, Сергей Вячеславович
- Зобов, Олег Николаевич
- Сивко, Вячеслав Владимирович
- Алмаз Сафин
- Александр Бичаев

Приказом Министра обороны СССР от 8 мая 1965 года навеки был зачислен в личный состав полка гвардии майор Герман Алексеевич Молодов, батальон которого 27 января 1945 года форсировал Вислу и несколько дней удерживал плацдарм на её западном берегу, уничтожив в боях более 300 солдат и офицеров противника.

## Командиры полка
- майор Г. Гамилагдашвили (? — 1941)
- Андреев, Георгий Иванович (ноябрь? 1941 — ?)
- подполковник Мохов Иван Петрович (01.03.1943 — 22.12.1943)
- подполковник Кусенко Юрий Минович (с 27.12.1943 — ?)
- Шмелёв, Валентин Александрович (1969—1972)
- Гайдукевич, Валерий Владимирович (1988—1992)
- Сивко, Вячеслав Владимирович (1992—1995)
- Сердюков, Андрей Николаевич (1995 — 16 июня 1997)
- подполковник Кочанов Сергей Петрович (16 июня 1997 — декабрь1998)
- подполковник Шморгунов, Александр Петрович (2000—2001)
- полковник Михаил Ткачев (с 2021 года по 2024 год)
- гвардии полковник Абдулазиз Шихабидов (с 2024 по 2025 год)[2]

## Известные люди, служившие в полку
- Лебедь Алексей Иванович в 1980-е годы служил в должности командира роты.